# Pullman (autocar)
Le pullman est un autocar aménagé de façon très confortable ou autocar de luxe.  
Le terme provient de la société Pullman qui a commencé par construire des voitures Pullman pour trains. Par dérivation, dans certains pays d'Europe les autocars ont été appelés auto-pullman, et dans certains pays comme l'Italie ou la Grèce, autocar se dit pullman.  

## Transport touristique
Il s'agit d'un autocar de tourisme ou grand tourisme, dont le niveau de confort est supérieur aux autocars interurbains ou périurbains classiques. L'espacement entre les fauteuils y est plus important et il bénéficie d'équipements particuliers comme : 
- les sièges inclinables,
- le réfrigérateur,
- les tables,
- les prises électriques,
- le Wifi
- la vidéo (lecteur DVD et écrans)[2]

## Transport spécifique
Certains pullmans sont aménagés pour des marchés distinctifs comme les équipes sportives ou les artistes. L'aménagement est alors fait sur mesure et peut être très soigné, avec des mobiliers dédiés comme : 
- l'espace cuisine
- les penderies
- les douches
- les banquettes
- les lits[3]

La soute à bagages peut être convertie en partie pour l'aménagement d'équipements, comme des machines à laver le linge.